# 今泉城 (陸奥国)
今泉城（いまいずみじょう）は、宮城県仙台市（陸奥国宮城郡）若林区にあった日本の城（平山城、城館）。仙台平野の低湿地にある平城で、水濠と土塁をめぐらせていた。弥生時代から続く集落に作られ、遺跡としては今泉遺跡の一時代とされる。数次の発掘調査で外堀・内堀の一部と城内の建物多数が確認された。城主は須田玄蕃と伝えられる。現在では20世紀後半の急速な宅地化で、かつてあった地面の凹みはなくなり、地上に城の痕跡は残っていない。

## 歴史
今泉城があった場所での人間の活動の痕跡は、縄文時代にまで遡る。古代から近代まで続いた歴史の長い集落で、城跡も含めて今泉遺跡と呼ばれる。
中世には、城として使用された期間も含め、掘立柱建物が多数建てられた。長い年月にわたって次々建て替えられた柱跡が見つかっている。井戸の跡も見つかっており、これまた何度も代替わりして明治時代まで続いていた。
城が築かれたのは南北朝時代のことと推定される。二重の堀の間に土塁が作られた。堀には橋がかけられた。城には大量の礫（つぶて、投げて敵を攻撃するための石）が蓄えられた。その後一時利用度が低下したが、戦国時代に再度利用された。江戸時代に編纂された『仙台領古城書上』によれば、須田玄蕃が城主として居住した。やはり江戸時代の『伊達世臣家譜』には伊達政宗の家臣として須田玄蕃が見え、同一人物の可能性がある。江戸時代初めに廃止になった。

## 立地と構造
沖積低地の中、名取川と広瀬川の合流点の東約1.5キロメートルにある。周辺標高約3.5m。低地の中の自然堤防に、土塁と何重かの水濠をめぐらせて造られた。東西、南北おおよそ200メートルの範囲で、土塁に接して幅十数メートルの水をたたえた外堀をめぐらせ、別に内堀もあったと想定できるが、現在のところ堀と土塁位置を点々と短い線で押さえられる程度で、全体像は不明である。
廃城になって久しい頃に書かれた『仙台領古城書上』には、東西36間（約65メートル）、南北45間（約82メートル）とある。同書によれば、城の西に堀形と四重の土手形があったという。写本によっては、南北42間（約77メートル）とするもの、東・北・南の掘と土塁は一重だったとするものもある。
宅地化が進む前には堀跡が一部地面のくぼみとして残っており、発掘がなされる前から地形観察と現地の伝えによって部分的に濠跡が推定できた。江戸時代・明治時代の地図では、南だけ直線の辺で、他の方面はまるみを帯びた、茶碗を伏せたような形の道・溝が見て取れる。北側の道にそって帯状の水田があり、近年までそれが濠跡と伝えられていた。これが北側の外堀と考えられる。
また、その南にも内濠あとと見られる東西に走る溝が、地面のわずかなくぼみとして残っていた。発掘調査では、幅17メートル、深さ2メートル以上の堀として確認された。その南にはおそらく土塁があり、土塁の背後にもう一本並行して幅4から6メートル、深さ1.7メートルの濠跡が確認できた。第1次、第2次調査によると、そこからさらに南約50メートルほどのところにも、やはり東西に並行して走る幅1から4メートル幅の溝2本があり、おそらく同じくらいの幅の南北方向の溝と直行して城内中心部を区画していた。
南の外濠は第3次、第4次の発掘調査によって発見された。15-16世紀に作られた上端幅7メートルから11メートルの二重のおおきな溝（おそらく水濠）が2本並行して東西に走り、その間に土塁があった。外側の溝の底には低い畝が作られ、水面下に隠されて、渡る人の足場を悪くしたらしい。これを外堀とすると、南北約200メートルの規模になる。東西の外濠は不明で、内濠がどのようにめぐっていたかもわからないが、一応、東西、南北約200メートルの範囲におさまるとされている。